# 鄭善瑜
鄭善瑜（英語：Skipper Cheng，5月1日—），香港新晉電影編劇。

## 編劇電影
- 《傾城之淚》 (2011年)
- 《被偷走的那五年》 (2013年)
- 《分手100次》 (2014年)
- 《不再說分手》 (2014年)
- 《閨蜜》 (2014年)
- 《破風》 (2015年)
- 《消失的愛人》 (2016年)
- 《小男人週記3之吾家有喜》 (2017年)
- 《閨蜜2》 (2018年)